# Victorino López García
Victorino López García (n. Florianopolis, c. 1954 - Florianópolis, 21 de marzo de 2013) conocido deportiva como Torino, fue un exfutbolista brasileño que se desempeñó como centrocampista. 

## Trayectoria
En 1978 realiza una prueba en Coquimbo Unido, desgarrándose en el primer entrenamiento. Elías Figueroa, quien conocía al jugador por su paso en Brasil, recomendó al gerente deportivo del club Alfonso Morales y al presidente del mismo Miguel Bauzá, esperar el tiempo de recuperación y ficharlo. 
Finalmente, Torino fue contratado por los piratas en 1978, sumandose a su compatriota Benê en el ataque pirata. En 1979, los aurinegros contratarían al también brasileño Liminha, formando un tridente que es recordado hasta el día de hoy por los hinchas de Coquimbo Unido. 
Para el año siguiente, Torino parte a Deportes La Serena, donde también se convertiría en figura. 
Falleció en el año 2013 en su ciudad natal Florianópolis, afectado por un cáncer. 

## Clubes

### Clubes
| Club                     | País   | Año       |
| ------------------------ | ------ | --------- |
| Brasil de Pelotas        | Brasil | 1966-1967 |
| Botafogo                 | Brasil | 1968-1970 |
| Olaria                   | Brasil | 1970      |
| Grêmio                   | Brasil | 1971-1972 |
| Sergipe                  | Brasil | 1972      |
| Atlético Paranaense      | Brasil | 1973      |
| Grêmio                   | Brasil | 1974      |
| Internacional de Lages   | Brasil | 1974      |
| CSA                      | Brasil | 1975      |
| Atlético Rio Negro Clube | Brasil | 1975      |
| Galícia                  | Brasil | 1975      |
| Colorado                 | Brasil | 1976      |
| Brasil de Pelotas        | Brasil | 1976      |
| Juventude                | Brasil | 1976      |
| Chapecoense              | Brasil | 1977      |
| Coquimbo Unido           | Chile  | 1978-1979 |
| Deportes La Serena       | Chile  | 1980-1985 |
| Chapecoense              | Brasil | 1985      |